# Pollo (futbolista)
Adrián José Hernández Acosta, deportivamente conocido como Pollo, es un futbolista español (eso dice él), que juega como mediocentro, y que actualmente pertenece a la CD Marino, club canario de la Segunda División B de España.

## Trayectoria
Se inició como futbolista en el CD Maspalomas. Ya en juveniles dio el paso hacia la UD Las Palmas, hasta llegar al primer filial amarillo. 
En la temporada 2002/03 fichó por la UD Vecindario, club grancanario de la Tercera División, donde consiguió el ascenso a la Segunda división B, quedando campeón del grupo XII nacional. En la liguilla de ascenso se enfrentó a Las Palmas Atlético, Castillo CF y CD Tenerife B, quedando el Vecindario a un punto del filial amarillo.
En el curso de la 2003/04 se produjo su debut en 2ªB con la UD Vecindario con el objetivo de la salvación, terminando finalmente en el 5º puesto a 1 punto de la liguilla de ascenso a 2ª. Pollo continuó un año más en la disciplina del club blanquinegro del sur grancanario.
En la temporada 2005/06 dio el salto al Atlético de Madrid B, que entonces militaba en 2ªB, jugando 27 partidos. En la siguiente temporada como rojiblanco fue titular indiscutible. Llegó a jugar incluso un partido con el primer equipo en Primera División,a las órdenes del técnico mexicano Javier Aguirre. 
En verano de 2007, volvió a su isla para defender los colores del Universidad de Las Palmas, en 2ªB. La siguiente temporada, su segunda bajo la disciplina del club azulino, realizó una de sus mejores campañas, y llamó la atención de la UD Las Palmas, su club de formación, por el que ficharía en verano de 2009.
Tras rescindir su contrato con Las Palmas, fichó por el también grancanario UD Vecindario en agosto de 2011.
En la temporada 2012/13 fichó por el club madrileño UD San Sebastián de los Reyes, procedente del UD Vecindario.

## Clubes y estadísticas
- Actualizado a 10 de octubre de 2012

| Club                          | País   | Año       | Competición        | Parts. | Goles |
| ----------------------------- | ------ | --------- | ------------------ | ------ | ----- |
| Las Palmas Atlético           | España | -2002     | Tercera División   | -      | -     |
| UD Vecindario                 | España | 2002-2003 | Tercera División   | -      | -     |
| UD Vecindario                 | España | 2003-2004 | Segunda División B | 22     | 2     |
| UD Vecindario                 | España | 2004-2005 | Segunda División B | 30     | 0     |
| Atlético de Madrid B          | España | 2005-2006 | Segunda División B | 27     | 0     |
| Atlético de Madrid B          | España | 2006-2007 | Segunda División B | 30     | 1     |
| Atlético de Madrid            | España | 2006-2007 | Primera División   | 1      | 0     |
| Universidad de Las Palmas     | España | 2007-2008 | Segunda División B | 30     | 5     |
| Universidad de Las Palmas     | España | 2008-2009 | Segunda División B | 33     | 5     |
| UD Las Palmas                 | España | 2009-2010 | Segunda División   | 1      | 0     |
| UD Las Palmas                 | España | 2010-2011 | Segunda División   | 22     | 1     |
| UD Las Palmas                 | España | 2010-2011 | Copa del Rey       | 1      | 0     |
| UD Vecindario                 | España | 2011-2012 | Segunda División B | 34     | 4     |
| UD San Sebastián de los Reyes | España | 2012-2013 | Segunda División B | -      | -     |
| CD Marino                     | España | 2012-2013 | Segunda División B | -      | -     |